# Episodi di Togetherness (prima stagione)
La prima stagione della serie televisiva Togetherness è stata trasmessa in prima visione sul canale statunitense via cavo HBO dall'11 gennaio all'8 marzo 2015.
In Italia è andata in onda in prima visione sul canale satellitare Sky Atlantic dal 9 al 30 giugno 2015.
| nº | Titolo originale           | Titolo italiano              | Prima TV USA     | Prima TV Italia |
| -- | -------------------------- | ---------------------------- | ---------------- | --------------- |
| 1  | Family Day                 | La festa della famiglia      | 11 gennaio 2015  | 9 giugno 2015   |
| 2  | Handcuffs                  | Giochi pericolosi            | 18 gennaio 2015  | 9 giugno 2015   |
| 3  | Insanity                   | L'anteprima                  | 25 gennaio 2015  | 16 giugno 2015  |
| 4  | Houston, We Have a Problem | Houston, abbiamo un problema | 8 febbraio 2015  | 16 giugno 2015  |
| 5  | Kick the Can               | Calcio al barattolo          | 15 febbraio 2015 | 23 giugno 2015  |
| 6  | Ghost in Chains            | Fantasma in catene           | 22 febbraio 2015 | 23 giugno 2015  |
| 7  | Party Time                 | Un giorno speciale           | 1º marzo 2015    | 30 giugno 2015  |
| 8  | Not So Together            | Non così uniti               | 8 marzo 2015     | 30 giugno 2015  |